# 콴틀렌 이공과대학교
콴틀렌 이공과대학교(Kwantlen Polytechnic University)는 캐나다 브리티시 컬럼비아 주 서리에 있는 공립 대학이다. 1981년 개교되었다.